# Hjortasjön, Blekinge
Hjortasjön är en sjö i Karlshamns kommun i Blekinge och ingår i Mörrumsåns huvudavrinningsområde.